# Jan z Gentu
Jan z Gentu (angl. John of Gaunt, 6. března 1340 – 3. února 1399), 1. vévoda z Lancasteru, byl anglický šlechtic, který pocházel z královského rodu Plantagenetů. Narodil se jako třetí syn anglického krále Eduarda III. a Filipy Henegavské. Jeho původní přídomek je odvozen ze jména jeho rodiště, města Gentu v současné Belgii.
Měl velký vliv na politický vývoj a život u dvora za vlády krále Richarda II. Tato doba byla poznamenaná politickými spory, ale Jan z Gentu nikdy proti králi Richardovi otevřeně nevystoupil. Byl předkem anglických králů z rodu Lancasterů Jindřicha IV., Jindřicha V. a Jindřicha VI. Zdá se, že jeho portrét je společně s příbuznými ukryt ve Wiltonském diptychu, kde je zobrazen jako postava Jana Křtitele.

## Život
Jan z Gentu měl čtyři manželské děti a pět dětí nemanželských. První z nemanželských dětí měl s dvorní dámou své matky a čtyři další se svou dlouholetou milenkou Kateřinou Swynfordovou, která se nakonec stala v roce 1396 jeho třetí zákonitou manželkou. Děti, vzešlé z tohoto původně nemanželského vztahu, se staly zakladateli vévodské rodiny Beaufortů, která nesla své jméno podle hradu, kde se děti narodily. Tito jeho potomci, tři synové a jedna dcera, byli po jeho sňatku s Kateřinou roku 1396 legitimizováni jako jeho plnoprávní dědici papežskou bulou. Společně s Kateřinou Swynfordovou se tak stal, mimo jiné, předkem několika významných osob historie – jedním z jejich synů byl Jindřich Beaufort, biskup z Winchesteru a později kardinál. Jejich vnučkou byla Cecilie rozená Neville, matka králů Eduarda IV. a Richarda III. a jejich prapravnukem byl i Jindřicha VII., který se stal v roce 1485 po bitvě u Bosworthu anglickým králem a zakladatelem dynastie Tudorů.
Když Jan z Gentu 3. března 1399 zemřel, propadla jeho panství králi, protože Richard II. vypověděl jeho syna z druhého manželství, tehdy známého jako Jindřich z Bolingbroke, v roce 1398 ze země. Vévoda Jindřich a král Richard II. byli bratranci. Jindřich se s malým vojskem vrátil do Anglie, aby se domohl svých práv. Postupně využil nespokojenosti s Richardovou vládou a sesadil ho. Poté vládl jako anglický král Jindřich IV. Stal se prvním potomkem Jana z Gentu na anglickém trůnu.
Jan z Gentu zemřel 3. února 1399 a byl pohřben vedle své první manželky Blanky z Lancasteru v chrámové lodi původní katedrály svatého Pavla v Londýně v alabastrové hrobce.

### Vévoda z Lancasteru

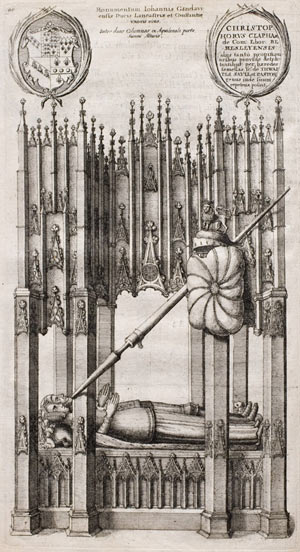
Nákres společného náhrobku Jana z Gentu a Blanky z Lancasteru, katedrála svatého Pavla v Londýně

Poprvé se oženil roku 1359 s Blankou z Lancasteru. Po smrti svého tchána roku 1361 zdědil polovinu jeho nemovitostí, titul hraběte z Lancasteru a postavení největšího vlastníka půdy na severu Anglie. Zbytek majetku svého tchána zdědil poté, co Blančina sestra Maud zemřela roku 1362. Titul vévoda z Lancasteru mu byl roku 1362 udělen Eduardem III. Jan byl tak velmi dobře zabezpečen a vlastnil nejméně třicet hradů a panství v Anglii a také ve Francii. Jeho majetek byl rozsahem a organizací srovnatelný s majetkem anglického krále.
Po smrti svého staršího bratra Eduarda, tzv. „černého prince“, se Jan z Gentu rozhodl bránit církevního reformátora Johna Wycliffa. Důvod není přesně znám, ale mohlo se jednat o protiváhu narůstajícího světského vlivu římskokatolické církve. V době, kdy anglické vojsko utrpělo porážky ve stoleté válce s Francií začala být Eduardova vláda, vlivem narůstajících daní a jeho vztahu s Alicí Perrersovou, nepopulární. Veřejné mínění jej spojovalo s neúspěchy Anglie a její vlády toho období. Zatímco král a princ z Walesu měli status hrdinů válečných bojů, Jan sám nikdy nedosáhl výraznějšího vojenského úspěchu, který by mohl zvýšit jeho reputaci.
Když Eduard III. roku 1377 zemřel a jeho následníkem trůnu se stal jeho desetiletý synovec Richard, Janův vliv se zvětšil. Nicméně objevovala se i obvinění proti němu, že usiluje o převzetí královské moci pro sebe. Jan, jako regent Anglie v době než Richard dosáhl plnoletosti, učinil některá nepopulární rozhodnutí týkající se daní, která vedla roku 1381 až k rolnické vzpouře, během níž vzbouřenci zničili Savojský palác v Londýně.
Roku 1386 odjel do Kastilie, aby jako manžel Konstancie Kastilské, s níž se roku 1371 oženil, uplatnil svůj nárok na kastilský trůn. Nicméně Richardovy vladařské chyby vyvolaly v Anglii napětí, které hrozilo přerůst v občanskou válku. Až on sám, po svém návratu do země roku 1389, byl schopen dohodnut kompromis mezi Lordy Odvolateli a králem Richardem, kterou se podařilo nastolit období relativního politického klidu. V následujícím období se jeho pověst schopného státníka upevnila.

## Manželství a potomci
- Jeho prvním potomkem byla nelegitimní dcera Blanka, kterou měl s matčinou dvorní dámou Marií z Hilarie. Tento vztah skončil před jeho prvním sňatkem.
- 19. května 1359 se oženil s Blankou z Lancasteru, dcerou Jindřicha, hraběte z Lancasteru. Blanka podlehla roku 1369 morové nákaze. S Blankou měl dcery Filipu a Alžbětu a syna Jindřicha. Filipa z Lancasteru se provdala za Jana I. z Avisu a stala se tak matkou portugalského krále Eduarda I. Alžběta uzavřela sňatek s Johnem Hollandem, vévodou z Exeteru. Syn Jindřich se po jeho smrti ještě v roce 1399 stal králem Anglie jako Jindřich IV.
- roku 1371 se oženil s Konstancií Kastilskou, dcerou krále Petra Kastilského a tak získal nárok na kastilský trůn. S Konstancií měl dceru Kateřinu, která se provdala za kastilského krále Jindřicha III. a stala se tak matkou kastilského krále Jana II.
- V době, kdy byl ženat s Konstancií, stal se otcem čtyř dětí se svou milenkou Kateřinou Swynfordovou. Po smrti Konstancie roku 1396 se s Kateřinou roku 1396 oženil a legitimizoval své děti jako své dědice, ale byly vyloučeny z nároku na anglický trůn. S Kateřinou měl tyto potomky – Johna Beauforta, 1. hraběte ze Somersetu, kardinála Henryho Beauforta, Thomase Beauforta, vévodu z Exeteru a Jane.

## Vývod z předků
|             |                      |  |                  |                          |  |  |  |  |  |  |  | Jindřich III. Plantagenet |
|             |                      |  |                  |                          |  |  |  |  |  |  |  |                           |
|             | Eduard I.            |  |                  |                          |  |  |  |  |  |  |  |                           |
|             |                      |  |                  |                          |  |  |  |  |  |  |  |                           |
|             |                      |  |                  | Eleonora Provensálská    |  |  |  |  |  |  |  |                           |
|             |                      |  |                  |                          |  |  |  |  |  |  |  |                           |
|             | Eduard II.           |  |                  |                          |  |  |  |  |  |  |  |                           |
|             |                      |  |                  |                          |  |  |  |  |  |  |  |                           |
|             |                      |  |                  | Ferdinand III. Kastilský |  |  |  |  |  |  |  |                           |
|             |                      |  |                  |                          |  |  |  |  |  |  |  |                           |
|             | Eleonora Kastilská   |  |                  |                          |  |  |  |  |  |  |  |                           |
|             |                      |  |                  |                          |  |  |  |  |  |  |  |                           |
|             |                      |  |                  | Johana z Ponthieu        |  |  |  |  |  |  |  |                           |
|             |                      |  |                  |                          |  |  |  |  |  |  |  |                           |
|             | Eduard III.          |  |                  |                          |  |  |  |  |  |  |  |                           |
|             |                      |  |                  |                          |  |  |  |  |  |  |  |                           |
|             |                      |  |                  | Filip III. Francouzský   |  |  |  |  |  |  |  |                           |
|             |                      |  |                  |                          |  |  |  |  |  |  |  |                           |
|             | Filip IV. Sličný     |  |                  |                          |  |  |  |  |  |  |  |                           |
|             |                      |  |                  |                          |  |  |  |  |  |  |  |                           |
|             |                      |  |                  | Isabela Aragonská        |  |  |  |  |  |  |  |                           |
|             |                      |  |                  |                          |  |  |  |  |  |  |  |                           |
|             | Izabela Francouzská  |  |                  |                          |  |  |  |  |  |  |  |                           |
|             |                      |  |                  |                          |  |  |  |  |  |  |  |                           |
|             |                      |  |                  | Jindřich I. Navarrský    |  |  |  |  |  |  |  |                           |
|             |                      |  |                  |                          |  |  |  |  |  |  |  |                           |
|             | Jana I. Navarrská    |  |                  |                          |  |  |  |  |  |  |  |                           |
|             |                      |  |                  |                          |  |  |  |  |  |  |  |                           |
|             |                      |  |                  | Blanka z Artois          |  |  |  |  |  |  |  |                           |
|             |                      |  |                  |                          |  |  |  |  |  |  |  |                           |
| Jan z Gentu |                      |  |                  |                          |  |  |  |  |  |  |  |                           |
|             |                      |  |                  |                          |  |  |  |  |  |  |  |                           |
|             |                      |  | Jan I. z Avesnes |                          |  |  |  |  |  |  |  |                           |
|             |                      |  |                  |                          |  |  |  |  |  |  |  |                           |
|             | Jan II. Holandský    |  |                  |                          |  |  |  |  |  |  |  |                           |
|             |                      |  |                  |                          |  |  |  |  |  |  |  |                           |
|             |                      |  |                  | Adéla Holandská          |  |  |  |  |  |  |  |                           |
|             |                      |  |                  |                          |  |  |  |  |  |  |  |                           |
|             | Vilém III. Holandský |  |                  |                          |  |  |  |  |  |  |  |                           |
|             |                      |  |                  |                          |  |  |  |  |  |  |  |                           |
|             |                      |  |                  | Jindřich V. Lucemburský  |  |  |  |  |  |  |  |                           |
|             |                      |  |                  |                          |  |  |  |  |  |  |  |                           |
|             | Filipa Lucemburská   |  |                  |                          |  |  |  |  |  |  |  |                           |
|             |                      |  |                  |                          |  |  |  |  |  |  |  |                           |
|             |                      |  |                  | Markéta z Baru           |  |  |  |  |  |  |  |                           |
|             |                      |  |                  |                          |  |  |  |  |  |  |  |                           |
|             | Filipa Henegavská    |  |                  |                          |  |  |  |  |  |  |  |                           |
|             |                      |  |                  |                          |  |  |  |  |  |  |  |                           |
|             |                      |  |                  | Filip III. Francouzský   |  |  |  |  |  |  |  |                           |
|             |                      |  |                  |                          |  |  |  |  |  |  |  |                           |
|             | Karel I. z Valois    |  |                  |                          |  |  |  |  |  |  |  |                           |
|             |                      |  |                  |                          |  |  |  |  |  |  |  |                           |
|             |                      |  |                  | Isabela Aragonská        |  |  |  |  |  |  |  |                           |
|             |                      |  |                  |                          |  |  |  |  |  |  |  |                           |
|             | Johana z Valois      |  |                  |                          |  |  |  |  |  |  |  |                           |
|             |                      |  |                  |                          |  |  |  |  |  |  |  |                           |
|             |                      |  |                  | Karel II. Neapolský      |  |  |  |  |  |  |  |                           |
|             |                      |  |                  |                          |  |  |  |  |  |  |  |                           |
|             | Markéta z Anjou      |  |                  |                          |  |  |  |  |  |  |  |                           |
|             |                      |  |                  |                          |  |  |  |  |  |  |  |                           |
|             |                      |  |                  | Marie Uherská            |  |  |  |  |  |  |  |                           |
|             |                      |  |                  |                          |  |  |  |  |  |  |  |                           |